# Hệ sinh thái nhân văn

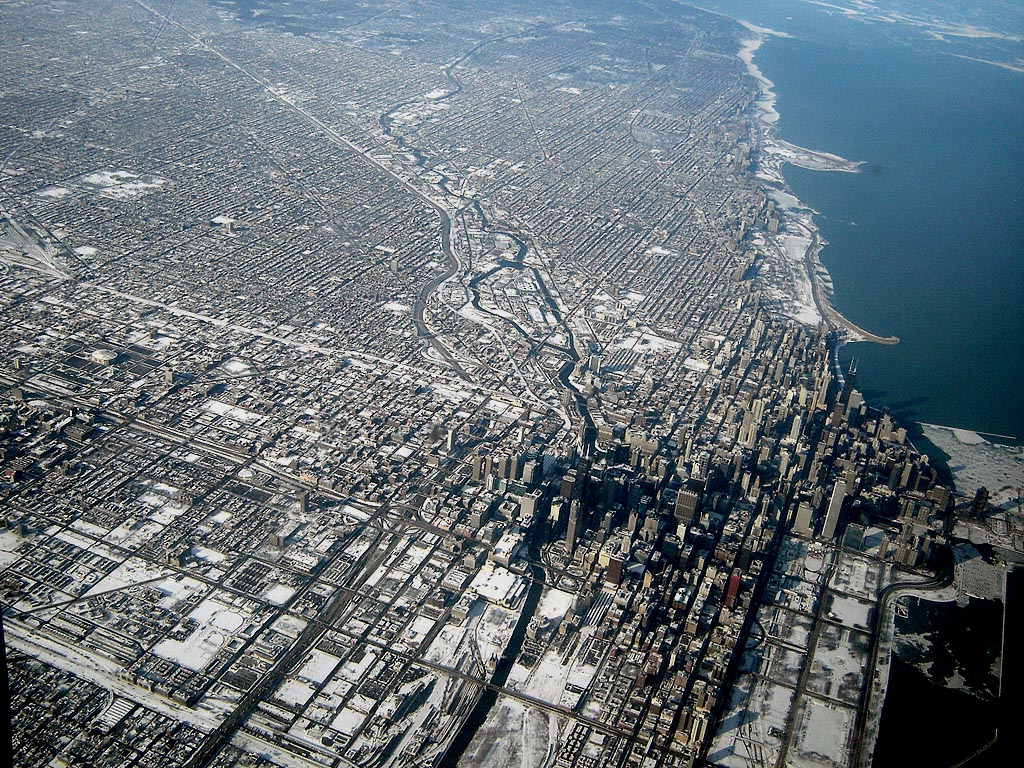
Ảnh chụp từ trên không của hệ sinh thái nhân văn. Trong ảnh là thành phố Chicago

Hệ sinh thái nhân văn là các hệ sinh thái do con người quản lý, được xem như là hệ thống điều khiển học phức tạp theo các mô hình khái niệm ngày càng được các nhà nhân học sinh thái và các tác giả khác sử dụng để xem xét các khía cạnh sinh thái của cộng đồng người trong thế Nhân sinh theo cách tích hợp nhiều yếu tố như kinh tế, tổ chức chính trị xã hội, các yếu tố tâm lý, và các yếu tố vật lý liên quan đến môi trường.
Một hệ sinh thái nhân văn có ba khái niệm trung tâm: đơn vị môi trường xung quanh con người (một cá nhân hoặc một nhóm cá nhân), môi trường, các tương tác và trao đổi giữa và bên trong các thành phần. Trong đó, khái niệm "môi trường" mang ý nghĩa là môi trường tổng thể bao gồm ba thành phần khác biệt về mặt khái niệm, nhưng có mối liên hệ với nhau: môi trường tự nhiên, môi trường nhân tạo và "môi trường" tập tính con người. Những môi trường này cung cấp các nguồn lực và điều kiện cần thiết cho sự sống và tạo thành một hệ thống hỗ trợ sự sống.